# Luka Latsabidze
Luka Latsabidze (en georgià: ლუკა ლაცაბიძე; nascut a Khashuri el 18 de març de 2004) és un futbolista professional georgià que juga com a defensa central al Dinamo Tbilisi de l'Ervonuli Liga, cedit pel Shakhtar Donetsk, i a la selecció de futbol de Geòrgia.

## Trajectòria
Latsabidze va començar a jugar al club de la seva ciutat natal, l'Iveria Khashuri, als 7 anys. Dos anys després, va ser fitxat pel Dinamo de Tbilisi. Després d'haver passat per les diferents categories inferiors del Dinamo, va debutar amb el primer equip en un partit de Copa contra el Samtredia el 7 d'agost de 2022. Va entrar en alguna convocatòria de la lliga 2022, que va guanyar el Dinamo de Tbilisi però no va arribar a debutar a l'Erovnuli Liga fins al 5 de juny de 2023 també contra Samtredia.
Al final d'aquesta temporada, Latsabidze va ser reconegut per la Federació Georgiana de Futbol com a Jugador Sub-19 de l'Any a la seva cerimònia anual de premis.
El 4 de febrer de 2024, els campions de la Premier League d'Ucraïna, el Shakhtar Donetsk, van anunciar que havien fitxat Latsabidze amb un contracte fins al 31 de desembre de 2028. No va arribar a jugar partits oficials amb el Shakhtar abans d'incorporar-se al Txornomorets a l'estiu amb una cessió d'un any.
El 26 de juliol de 2025 el Dinamo Tbilisi va anunciar la reincorporació de Latsabidze, aquest cop com a cedit fins a final de temporada.

## Estadístiques
| Club               | País    | Any       | Partits | Gols |
| ------------------ | ------- | --------- | ------- | ---- |
| Dinamo Tbilisi II  | Geòrgia | 2022-2023 | 34      | 1    |
| Dinamo Tbilisi     | Geòrgia | 2022-2023 | 3       | 0    |
| Txornomorets Odesa | Ucraïna | 2024-2025 | 18      | 0    |
| Dinamo Tbilisi     | Geòrgia | 2025      |         |      |

Actualitzat a 14 de desembre de 2024

## Selecció Georgiana
Latsabidze va debutar amb la selecció sub-19 en un partit de classificació per al Campionat sub-19 de la UEFA de 2023 contra Croàcia el 29 de març de 2022. El 15 de novembre de 2024 va jugar un partit complet per primera vegada amb la sub-21 també contra Croàcia als play-offs de classificació pel Campionat de la UEFA de 2025. Va entrar en una convocatòria de l'absoluta per primera vegada per jugar els partits del 20 i el 23 de març de 2025 del play-off de la Lliga de les Nacions de la UEFA contra Armènia.

## Palmarès
Dinamo Tbilisi
- 1 Erovnuli Liga: 2022

Individual
- Jugador de l'any sub-19 a Geòrgia: 2022[4]